# Swellendam
Swellendam és una petita ciutat de la República Sud-africana, a l'actual província de Cap Occidental, que fou el centre d'una república bòer proclamada de juny a novembre de 1795, fins que fou incorporat a la Colònia del Cap pels britànics.
Després de l'establiment dels holandesos al Cap de Bona Esperança, el comerç cap a l'interior, ja existent, va prosperar. L'establiment, sota un magistrat, fou creat el 1743 (el tercer més vell de Sud-àfrica) i tenia una extensió de 6.117 km². Va agafar el nom del governador Hendrik Swellengrebel i la seva dona Helena Ten Damme i va esdevenir la porta cap a l'interior del país. Fou visitat per alguns exploradors com François Le Vaillant (1781), Lady Anne Barnard (1798), William John Burchell (1815) i Bowler (1860). L'administració de la Companyia Holandesa de les Índies Orientals fou corrupta i va portar a la desafecció dels pobladors, que a finals de segle eren uns 20.000 sense incloure els mestissos (coloured) que eren uns 15000.
El 1795 els xoses de la regió van atacar Mossel Bay. El cap local Petrus Jacobus Delport (1795-1800) va expulsar al magistrat holandès i va proclamar la independència (18 de juny de 1795), aliat amb Graaff-Reinet que tanmateix havia proclamat la independència uns mesos abans. Abans de poder reaccionar, els holandesos es van haver d'enfrontar als britànics. L'assemblea nacional va estar presidida per Hermanus Steyn (1743-1804) i Delport tenia el càrrec de comandant nacional.
L'agost d'aquell mateix any els britànics dirigits pels generals George Keith Elphistone (1746-1823) i Alured Clarke (1745-1832), i per l'almirall James Henry Craig (1748-1812) van ocupar la colònia del Cap i van demanar als bòers de jurar fidelitat a la corona britànica, cosa que els bòers van refusar. Els britànics van fer diversos atacs i liquidaren les repúbliques de Swellendam (novembre de 1795) i Graaf Reynet (poc després), alhora que hi instal·laren la Societat Missionera de Londres, per tal de convertir als neerlandesos. Amb l'arribada de colons britànics al començament del segle xix, la regió va esdevenir el cor de l'imperi mercantil de Barry & nebots, creat per Joseph Barry.
Modernament esdevingué un centre agrícola.